# Fryspunktssänkning

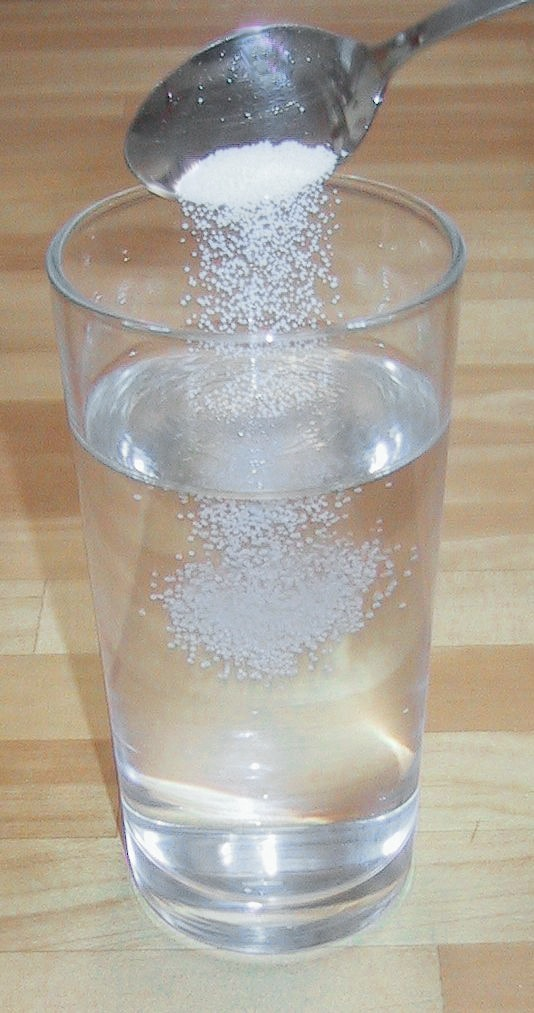
Salt i vattenlösning.

Fryspunktssänkning eller fryspunktsnedsättning beskriver fenomenet att en vätska, exempelvis vatten, får en lägre fryspunkt när ett annat ämne löses i vätskan. Detta utnyttjas till vardags i spolarvätska. Med den rätta blandningen fryser inte vätskan i bilens spolsystem vid noll grader Celsius och ledningarna fryser således inte sönder så lätt. Ett annat sätt att sänka vattens fryspunkt är att tillsätta salt (NaCl). Salt havsvatten kan därför vara kallare än noll grader Celsius utan att frysa till is.

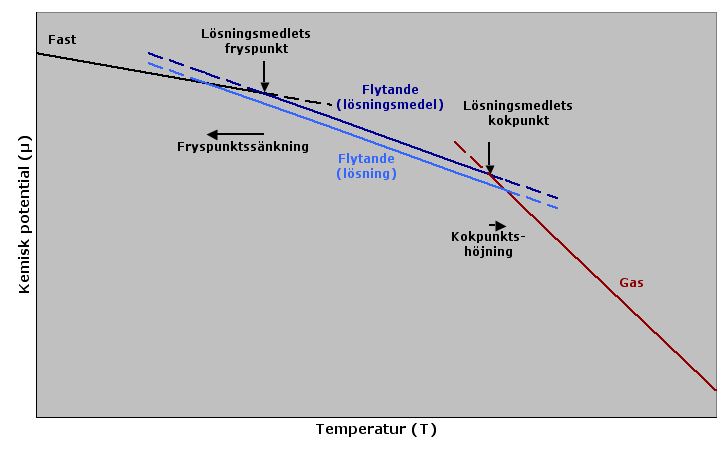

Fryspunktsnedsättningen definieras som skillnaden mellan fryspunkten hos ett rent lösningsmedel (exempelvis vatten) och fryspunkten hos lösningsmedlet tillsammans med ett löst ämne. Fenomenet är en kolligativ egenskap som beror på att lösningsmedlet späds ut av det lösta ämnet, vilket leder till att lösningmedlets kemiska potential sjunker. Fryspunktsnedsättning kan användas för att beräkna dissociationsgraden hos ett löst ämne.